# Liste der Stolpersteine in Forchheim

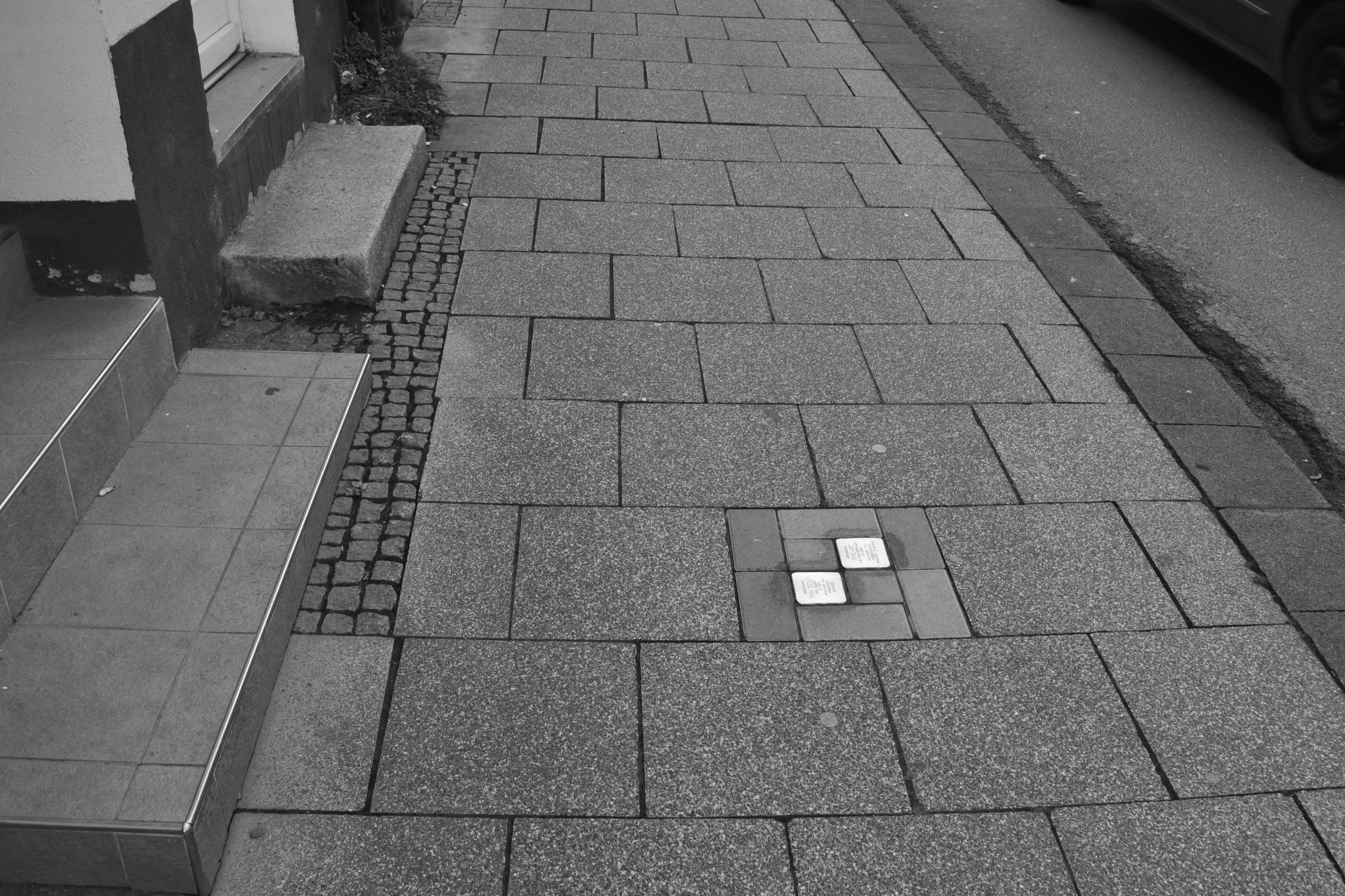
Stolpersteine in Forchheim

Diese Liste der Stolpersteine in Forchheim enthält die Stolpersteine, die im Rahmen des gleichnamigen Kunstprojekts von Gunter Demnig in Forchheim verlegt wurden. Mit ihnen soll Opfern des Nationalsozialismus gedacht werden, die in Forchheim lebten und wirkten.
Die 10 cm × 10 cm × 10 cm großen Betonquader mit Messingtafel sind in den Bürgersteig vor jenen Häusern eingelassen, in denen die Opfer einmal zu Hause waren. Die Inschrift der Tafel gibt Auskunft über ihren Namen, ihr Alter und ihr Schicksal. Die Stolpersteine sollen dem Vergessen der Opfer der nationalsozialistischen Gewaltherrschaft entgegenwirken.
Die ersten vier Stolpersteine in Forchheim wurden von Gunter Demnig persönlich im Februar 2018 verlegt. Im Juli 2019 verlegte er vier weitere Steine und ein Jahr später im Juli 2020 folgten drei weitere Steine. Seit Oktober 2021 haben alle 14 aus Forchheim deportierten und in der Fremde ermordeten Juden einen Stolperstein.

## Liste der Stolpersteine
In Forchheim wurden 14 Stolpersteine an neun Adressen verlegt.
| Stolperstein | Inschrift                                                                                              | Verlegeort          | Name, Leben                                                                                       |
| ------------ | --- | ------------------- | ------------------------------------------------------------------------------------------------- |
|              | HIER WOHNTE JENNY ABRAHAM GEB. GRÖSCHEL JG. 1877 DEPORTIERT 1941 RIGA ERMORDET                         | Hauptstraße 65      | Jenny Abraham wurde am 8. Februar 1877 in Forchheim geboren.                                      |
|              | HIER WOHNTE LEO ABRAHAM JG. 1875 DEPORTIERT 1941 RIGA ERMORDET                                         | Hauptstraße 65      | Leo Abraham wurde am 8. Januar 1875 in Hohenhausen geboren.                                       |
|              | HIER WOHNTE EMMA ROSALIE BRAUN JG. 1877 DEPORTIERT 1942 IZBICA ERMORDET                                | Paradeplatz 4       | Emma Rosalie Braun wurde am 23. Juni 1877 in Cunreuth (heute Kunreuth) geboren.                   |
|              | HIER WOHNTE GOTTLIEB BRAUN JG. 1875 'SCHUTZHAFT' 1938 DACHAU DEPORTIERT 1941 RIGA ERMORDET             | Klosterstraße 13    | Gottlieb Braun wurde am 26. April 1875 in Cunreuth (heute Kunreuth) geboren.                      |
|              | HIER WOHNTE ROSA BRAUN GEB. ASCH JG. 1883 DEPORTIERT 1941 RIGA ERMORDET                                | Klosterstraße 13    | Rosa Braun, geborene Asch, wurde am 9. Mai 1883 in Wilhelmsdorf geboren.                          |
|              | HIER WOHNTE FLORA HELLER JG. 1886 DEPORTIERT 1941 RIGA ERMORDET                                        | Wiesentstraße 16    | Flora Heller wurde am 13. März 1886 in Forchheim geboren                                          |
|              | HIER WOHNTE ILSE CILLY ISRAEL GEB. BRAUN JG. 1911 DEPORTIERT 1941 RIGA ERMORDET                        | Paradeplatz 4       | Ilse Cilly Israel, geborene Braun, wurde am 28. September 1911 in Forchheim geboren.              |
|              | HIER WOHNTE SOFIE KOTZ GEB. SARA STERNBERG JG. 1860 DEPORTIERT 1944 THERESIENSTADT ERMORDET 13.10.1944 | Hornschuchallee 4   | Sofie Kotz, geborene Sara Sternberg, wurde am 26. August 1860 in Kirchheim geboren.               |
|              | HIER WOHNTE JULIUS MORITZ PRAGER JG. 1895 DEPORTIERT 1942 IZBICA ERMORDET                              | Nürnberger Straße 2 | Julius Moritz Prager wurde am 15. Januar 1895 in Forchheim geboren.                               |
|              | HIER WOHNTE SERA ROSENBAUM GEB. PRAGER JG. 1888 DEPORTIERT 1942 IZBICA ERMORDET                        | Nürnberger Straße 2 | Sera Rosenbaum, geborene Prager wurde am 29. November 1888 in Forchheim geboren.                  |
|              | HIER WOHNTE IDA SCHÖNBERGER JG. 1885 DEPORTIERT 1941 RIGA ERMORDET                                     | Hauptstraße 45      | Ida Schönberger wurde am 11. März 1885 in Ermreuth geboren.                                       |
|              | HIER WOHNTE BERTA SUNDHEIMER JG. 1872 DEPORTIERT 1942 THERESIENSTADT ERMORDET 6.12.1943                | Wiesentstraße 1     | Berta Sundheimer wurde am 10. November 1873 in Oberweilersbach geboren.                           |
|              | HIER WOHNTE ROSA TIESLER GEB. BECKER JG. 1875 DEPORTIERT 1942 KRASNYSTAW ERMORDET                      | Hornschuchallee 4   | Rosa Tiesler wurde am 15. Mai 1875 in Zempelburg, Westpreußen (heute Sępólno Krajeńskie) geboren. |
|              | HIER WOHNTE GRETE ZEIDLER JG. 1889 DEPORTIERT 1941 RIGA ERMORDET                                       | Hauptstraße 11      | Grete Zeidler wurde am 30. November 1889 in Strausberg geboren.                                   |

## Verlegedaten
- 21. Februar 2018: Klosterstraße 13, Paradeplatz 4
- 4. Juli 2019: Hornschuchallee 4, Nürnberger Straße 2
- 16. Juli 2020: Hauptstraße 45 und 65
- 26. Oktober 2021: Hauptstraße 11, Wiesentstraße 1 und 16